# Mildred Bailey
Mildred Bailey (Tekoa, 27 febbraio 1907 – Poughkeepsie, 12 dicembre 1951) è stata una cantante statunitense.
Nativa americana, è stata una delle prime cantanti di jazz negli anni '30. Dotata di una bellissima voce ottenne un discreto successo popolare e fu conosciuta come "The Queen of Swing", "The Rockin' Chair Lady" (dalla sua interpretazione del brano Rockin' Chair) e "Mrs. Swing" mentre suo marito, Red Norvo, era Mr. Swing.
Nata Mildred Rinker, nello Stato di Washington, iniziò ad esibirsi in tenera età, suonando il piano e cantando nei cinema nei primi anni '20. Nel 1925 era l'attrazione principale di un club di Hollywood, dove cantava un mix di musica pop, prime melodie jazz e standard vaudeville. Influenzata da Ethel Waters, Bessie Smith e Connee Boswell, sviluppò una voce morbida, ma con swing, che piaceva a tutti i tipi di pubblico dei locali notturni nell'area.
Dopo aver inviato a Paul Whiteman un disco come provino, nel 1929 ottenne un posto con quella che era una delle orchestre da ballo più popolari dell'epoca. La notorietà che ne seguì la portò presto ad avere il suo programma radiofonico. Aveva già debuttato in una registrazione con il chitarrista Eddie Lang nel 1929, ma nel 1932 divenne famosa registrando "Rockin' Chair" con un piccolo gruppo di musicisti dell'orchestra di Whiteman. Il brano, che era stato scritto appositamente per lei da Hoagy Carmichael, divenne il suo emblema. Nelle registrazioni degli anni '30 la Bailey utilizzava spesso suo marito, lo xilofonista Red Norvo. Prese parte anche alle registrazioni dell'orchestra del marito, alla fine degli anni '30 e gli arrangiamenti di Eddie Sauter si rivelarono perfetti per accompagnare la sua voce. Anche dopo il divorzio Bailey e Norvo continuarono ad esibirsi e a registrare insieme durante gli anni '40. Apparve nel programma radiofonico "Camel Caravan" di Benny Goodman e si guadagnò di nuovo la sua serie di trasmissioni durante la metà degli anni '40. Cominciò ad avere problemi di salute alla fine degli anni '40 e trascorse del tempo in ospedale affetta da diabete. Morì di infarto nel 1951..